# Una familia con suerte
Una familia con suerte est une telenovela mexicaine diffusée en 2011 par Televisa.

## Distribution
- Arath de la Torre : Francisco López, dit Pancho
- Mayrín Villanueva : Rebeca Treviño
- Luz Elena González : Graciela Torrés, dite Chela
- Sergio Sendel : Vicente Irabién Peñaloza
- Daniela Castro : Josefina Arteaga de Irabién, dite Pina
- Alicia Machado : Candelaria López, dite Candela/Candy
- Alicia Rodríguez : Fernanda Peñaloza
- Sherlyn : Ana López Torrés
- Juan Diego Covarrubias : Alfredo Irabién Arteaga, dit Fredy
- Pablo Lyle : Jose López Torrés, dit Pepe
- Violeta Isfel : Mónica Rinaldi
- Alejandra García : Guadalupe López Torrés, dite Lupita
- Osvaldo de León : Tomás Campos
- Lucas Velázquez: Alejandro Obregón, dit Alex
- Claudia Godínez : Elena Campos
- Daniel Arevalo : Cuautemóc López Torrés, dit Temo
- Julio Bracho : Arnoldo
- Pedro Moreno : Enzzo Rinaldi
- Jorge Van Rankin : Nico
- Francisco Vásquez : Chacho
- Moisés Suárez : Lamberto
- Mariluz Bermúdez : Karina
- Ingrid Marie : Bárbara Palacios del Real
- Helena Guerrero : Adoración
- Hayde Navarra : Gregoria
- María Raquenel : Sandra
- Amairani : Catalina
- Noemi Gutti : Celeste
- Ana Bárbara : Laura Torrés de López

## Émissions dans d'autres pays
- Canal de las Estrellas (Mexique) (Televisa) : Lundi à Vendredi aux 20h
- Canal de las Estrellas (Amérique Latine) (Televisa)
- Univision
- Telecanal

## Adaptation et versions
- Los Roldan (2004), réalisé par Jorge Montero; produit par Marcelo Tinelli pour Telefe; avec Miguel Ángel Rodríguez, Claribel Medina et Andrea Frigerio.
- Los Reyes (2005), réalisé par Mario Ribero; produit par Marco Antonio Galindo pour RCN Televisión; avec Enrique Carriazo, Geraldine Zivic et Jackeline Arenal.
- Los Sanchez (2005), réalisé par Martín Luna; produit par Genoveva Martínez et Carlos Moreno Laguillo pour TV Azteca; avec Luis Felipe Tovar, Martha Mariana Castro et Martha Cristiana.
- Fortunato (2007), réalisé par Iván Canales Sugg; produit par Ana Maria Martínez pour MEGA; avec Marcial Tagle, Mariana Loyola et Gloria Münchmeyer.